# Mine de Staszic
 (mars 2025).
La mine de Staszic est une mine souterraine de charbon située à Katowice en Pologne.